# Capsanthine
Capsanthine is een plantaardige kleurstof die tot de xanthofyllen behoort.

## Voorkomen
Capsanthine is het belangrijkste carotenoïde van de paprikavrucht. Hieruit worden capsanthine, capsorubine en een aantal apocarotenoïden gewonnen.

## Toepassingen
Als paprika-extract worden capsanthine en capsorubine in olie- en wateroplosbare handelspreparaten gebruikt voor de kleuring van vlees- en visconserven, zoetwaren (marsepein), mayonaisen, worsten en in cosmetische middelen. Ook wordt de kleurstof in kippenvoer gebruikt voor kleuring van de eidooier en voor kleuring van vleeskuikens en ook in visvoer voor Japanse koikarpers.